# Indicazione Geografica Tipica
Indicazione Geografica Tipica, abgekürzt IGT, ist die Qualitätsstufe des italienischen Weins, die dem deutschen  Landwein und dem französischen Vin de Pays entspricht. Sie wurde durch das Gesetz Nr. 164 am 10. Februar 1992 eingeführt. Die Weine können eine geographische Bezeichnung auf dem Etikett kombiniert mit einer Rebsorte tragen.
Mit der neuen EU-Weinmarktordnung von 2009 wurde die Herkunftsbezeichnung für Wein analog zum Lebensmittelrecht vereinheitlicht und für den Landwein die Klassifikation Geschützte geografische Angabe  (g.g.A.) übernommen, in Italien heißt diese EU-Angabe Indicazione Geografica Protetta (IGP). Italien erlaubt aber auch weiterhin die Verwendung der alten nationalen Angaben neben den neuen EU-Bezeichnungen.

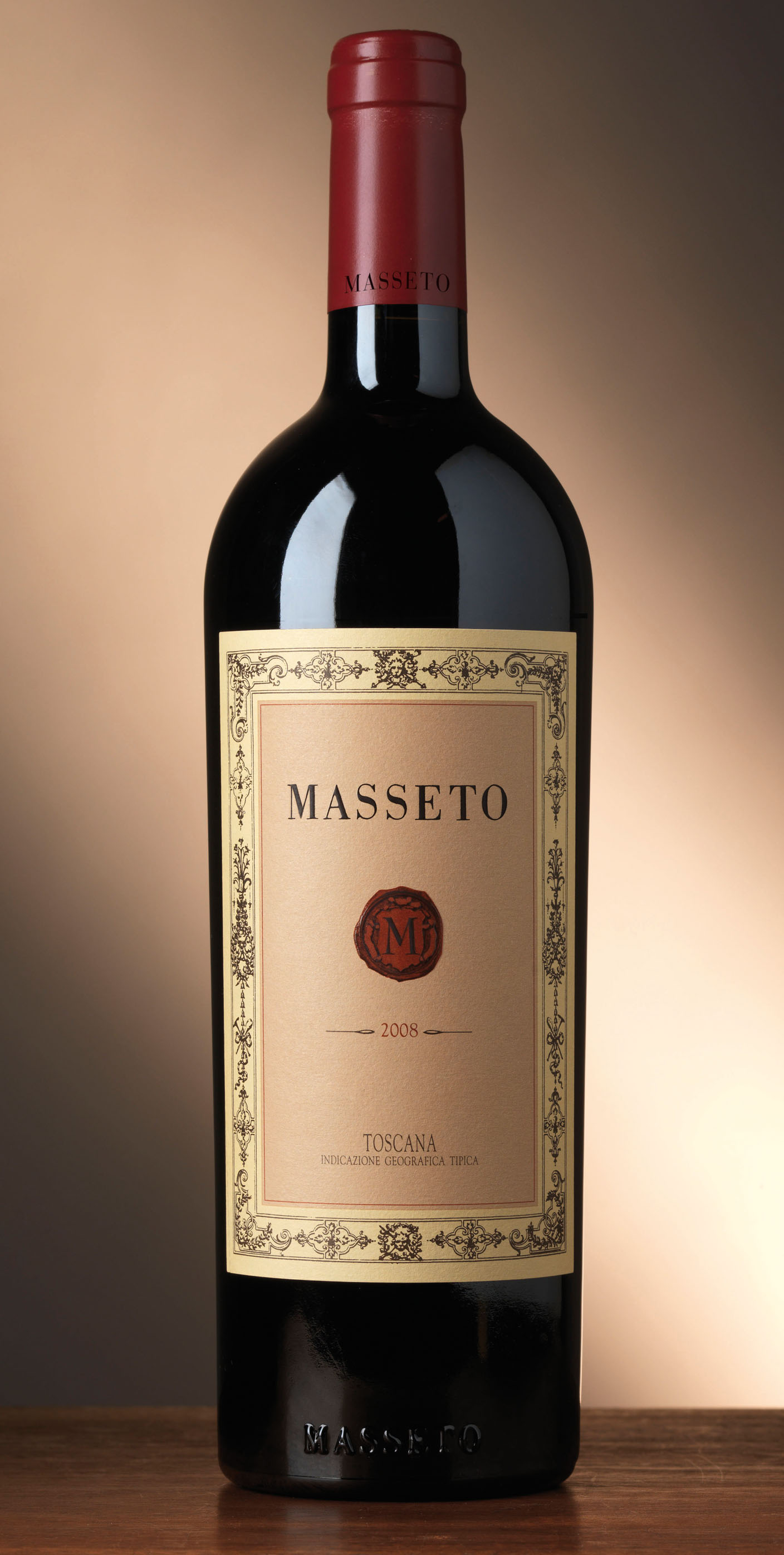
Masseto, IGT Toscana, ein „Supertoskaner“

Bei den Qualitätsstufen stehen die IGT bzw. IGP-Weine über dem einfachen Tafelwein (Vino da tavola) und unter den strenger kontrollierten und reglementierten Weinen mit Denominazione di origine controllata (DOC) und Denominazione di Origine Controllata e Garantita (DOCG). Teilweise werden aber auch qualitativ höherwertige Weine wie die „Supertoskaner“ als IGT-Weine verkauft, wenn diese Rebsorten enthalten, die nach den lokalen DOC-Vorschriften nicht verwendet werden dürfen.
Im französischsprachigen Teil des Aostatals darf die Bezeichnung IGT durch den französischen Begriff Vin de pays, im deutschsprachigen Teil Südtirols durch den Landwein ersetzt werden.